# سويا أقوى
سويا أقوى: مخطط لمستقبل أميركا، كتاب من تأليف هيلاري كلينتون بمساعده زميلها والمرشح لمنصب نائب الرئيس تيم كين، تم إصدار الكتاب في عام 2016 خلال الانتخابات الرئاسية الأمريكية. يعبر الكتاب عن رؤيتهم لمستقبل أمريكا وعن خطتهم إذا ربحوا الإنتخابات.
نشر الكتاب في سبتمبر 2016 من قبل سايمون وشوستر، لم يستقبل النقاد الكتاب بالقبول وقوبل بأراء سلبيه.

## المحتوى
يحتوي الكتاب علي نقاط سياسية موضحه في الملخص، وصورا لحملة المؤلفين غير مخططات بيانية مختلفة، ومقتطفات من بعض الخطب التي ألقتها هيلاري كلينتون، تشابه العرض التقديمي للكتاب مع العروض التقديمية في باوربوينت. 
ينقسم الكتاب إلى ثلاثة أقسام رئيسية:
1. نزدهر معا- مقترحات للاقتصاد.
2. أكثر أمانا معا- مقترحات للأمن القومي.
3. الوقوف معا - المقترحات والمعتقدات المتعلقة بالحياة والسياسة المحلية.[2]

كتب كلا المؤلفين مقدمات مختصرة أوضحت بالتفصيل كيف أثرت تربيتهم المبكرة على نظرتهم العالمية الحالية. كما كتب كل مؤلف أيضًا استنتاجًا بخصوص الأفكار الشخصية حول الجهود التي سيبذلونها في حالة انتخابهم.

## النشر
وصفت صحيفة نيويورك تايمز الكتاب بأنه نوع من أنواع الدعايا الإنتخابية، مثل باقي المرشحين الذين يصدروا مثل هذا الكتب علي عجل أثناء حملاتهم الانتخابية، ويقصد بها أن تكون دعاية ونشر رسالتهم، بدلا من احتلال المخططات الأكثر مبيعا.
في 4 من شهر أغسطس عام 2016، تم الإعلان عن الكتاب لأول مرة، حيث قام الناشر بوضع الخمسة كتب السابقه لكلنتون في جزء منه. يرى النقاد أن الهدف من الكتاب، هو تسليط الضوء علي ثراء الفكر السياس لحملة كلينتون لعام 2016، مع استعداد فريق كلينتون- كين لتولي المنصب، بعكس حملة دونالد ترامب لعام 2016، والتي رآها كتّاب شبكة سي إن إن وواشنطن بوست تعتمد على «سياسة الضوء» والظهور أمام الكاميرات أكثر.
عند صدور الكتاب في 6 سبتمبر خلال الحملة الانتخابية، صرحت كلينتون للمراسلين أن الكتاب بمثابه مخطط لمستقبل أمريكا، حيث تم جمع فيه جميع الخطط والسياسات التي كنت أتحدث عنها هذة الفترة للناخبون في مكان واحد سهل الوصول إليه. على عكس كتاب ترامب أمريكا العرجاء صاحب النظرة التشاؤمية، أكد كين أن الكتاب يحمل رسالة إيجابية للشعب لنهوض بأمريكا مجددا.
اختارت الحملة شعار سويا أقوي من بين 85 خيار، ثم قاموا بكتابته علي طائرة الحملة، حافلة الحملة، وفي سلسلة من خطب السياسة.

## النقد
أصبحت مراجعات مستخدمي الأمازون دوت كوم للكتاب ساحة معركة مباشرة بين من يتعاطف مع كلينتون ومن هو خصم لها، موظفون الأمازون قاموا بإزالة اعداد كبيرة من المراجعات السلبية التي تم وصفها كأعمال تصيد.
صرح كارلوس لوزادا، ناقد الكتب غير الخالية، لصحيفة واشنطن بوست قائلا:
"بحلول الوقت الذي انهيت فية هذا الكتاب، كنت مستاءً من وجوده [... إنه] وظيفة قص ولصق معترف بها ذاتيًا في صحائف وقائع الحملة الانتخابية، الخطب والمقالات الافتتاحية التي تضع توقعات متواضعة إلى حد ما. ومع ذلك، وحتى في ظل هذا المعيار، والشريط الأدنى لكتب حملات المرشحين عمومًا، فإن (سويا أقوي) يمثل إحراجًا وقذرًا ومتكررًا ومتواضعًا ومملًا". انتهت المراجعة بالتماس ضد "نوع كتاب الحملة" ككل".
في حين علق محرر الاخبار أليكس شيبارد في جريدة الجمهورية الجديدة قائلا:
«إنة كتاب سئ للغاية ولا يوجد هناك أي سبب ع الإطلاق لوجودة، عندما يمكن الحصول علي جميع المعلومات في كتاب، فإن ستة عشر دولارا لمنصة تمجيدها تعتبر مجزية، معظمة بجانب لاشئ، فيمكنك الحصول علية من علي الإنترنت مجانا،» لقد قيل إن أمريكا رائعة لأن أمريكا جيدة. نحن متفقون) «ولا تتحسن من هناك».
قالت آنا سيلمان، كاتبه في مجلة «نيويورك» للثقافة، إن الكتاب يتميز بالخط الرقيق الثقيل، والصور الهزلية، وغياب الذوق الرفيع. بالإضافة إلي صحيفه كريستيال ساينس مونيتور تسألت في عنوان رئيسي: هل جميع كتب الحملات سيئة؟ من المؤكد أن كلينتون لن تكون معارضه لهذا الاتجاه.

## مبيعات
على الرغم من أن كل من كلينتون وكين قاموا بترويج العمل الجديد في حملاتهم الانتخابية، إلا أن مبيعات الكتاب الأولية كانت ضئيلة للغاية، في الاسبوع الأول بيعت أقل من 3000 نسخة من توفرها. وقالت التايمز إن الرقم «يجعل الكتاب بحزم ما ستعتبره صناعة النشر بالتخبط».
أي عائدات من الكتاب كان من المقرر أن تذهب للأعمال الخيرية.

## وصلات خارجية
- سويا أقوى على موقع سايمون وشوستر.
- سويا أقوى: مخطط لمستقبل أميركا- على جود ريدز.